# Shakira
Shakira Isabel Mebarak Ripoll, conosciuta come Shakira (IPA: [ʃaˈkiɾa]; Barranquilla, 2 febbraio 1977), è una cantautrice colombiana.
Annoverata tra i principali esponenti del pop latino, al punto da essere definita la «regina della musica latina», ha debuttato nel mercato discografico latinoamericano nel 1991. Dieci anni più tardi, nel 2001, ha conseguito un successo mondiale con l'album Laundry Service, che ha venduto più di 20 milioni di copie ed è diventato uno tra i 100 album più venduti di sempre. Uno dei singoli di maggior successo della cantante, Waka Waka (This Time for Africa), brano ufficiale del campionato mondiale di calcio 2010, è arrivato alla prima posizione delle classifiche in 19 paesi ed è il singolo dei mondiali di calcio che ha venduto di più e più velocemente nell'era della musica digitale.
Shakira ha avuto un ruolo di apripista per l'intera categoria degli artisti sudamericani, essendo la prima ed unica cantante dell'America Latina ad aver raggiunto il primo posto nelle classifiche nazionali di Australia, Regno Unito e Stati Uniti d'America. Fino al 2014, alla cantante viene attribuita una vendita mondiale di 125 milioni di copie tra singoli e album, venendo considerata l'artista musicale colombiana di maggior successo commerciale di tutti i tempi e la cantante latina più popolare a livello mondiale. Nel corso della sua carriera, Shakira si è aggiudicata quattro Grammy Awards, dodici Latin Grammy Awards, trentatré Billboard Latin Music Awards e cinque MTV Video Music Awards. Nel 2011 il suo nome è stato anche incluso nella prestigiosa Walk of Fame di Hollywood.

## Biografia

### Infanzia ed esordi
(Nidia Ripoll, madre di Shakira)
Shakira Isabel Mebarak Ripoll è nata a Barranquilla, una città portuale della Colombia settentrionale, il 2 febbraio 1977 da William Mebarak Chadid, un gioielliere statunitense nativo di New York e di origini libanesi, e da Nidia del Carmen Ripoll Torrado, colombiana di origini spagnole e italiane. Già da piccolissima ha incominciato a coltivare l'interesse per lo spettacolo: all'età di cinque anni ha rivelato la sua predisposizione alle danze e ai canti arabi. Secondo quanto racconta sua madre, Shakira da bambina amava scrivere. Il primo regalo che Shakira ha ricevuto dal padre William Mebarak è stata una macchina da scrivere, con la quale ha iniziato a redigere le sue prime canzoni e poesie.

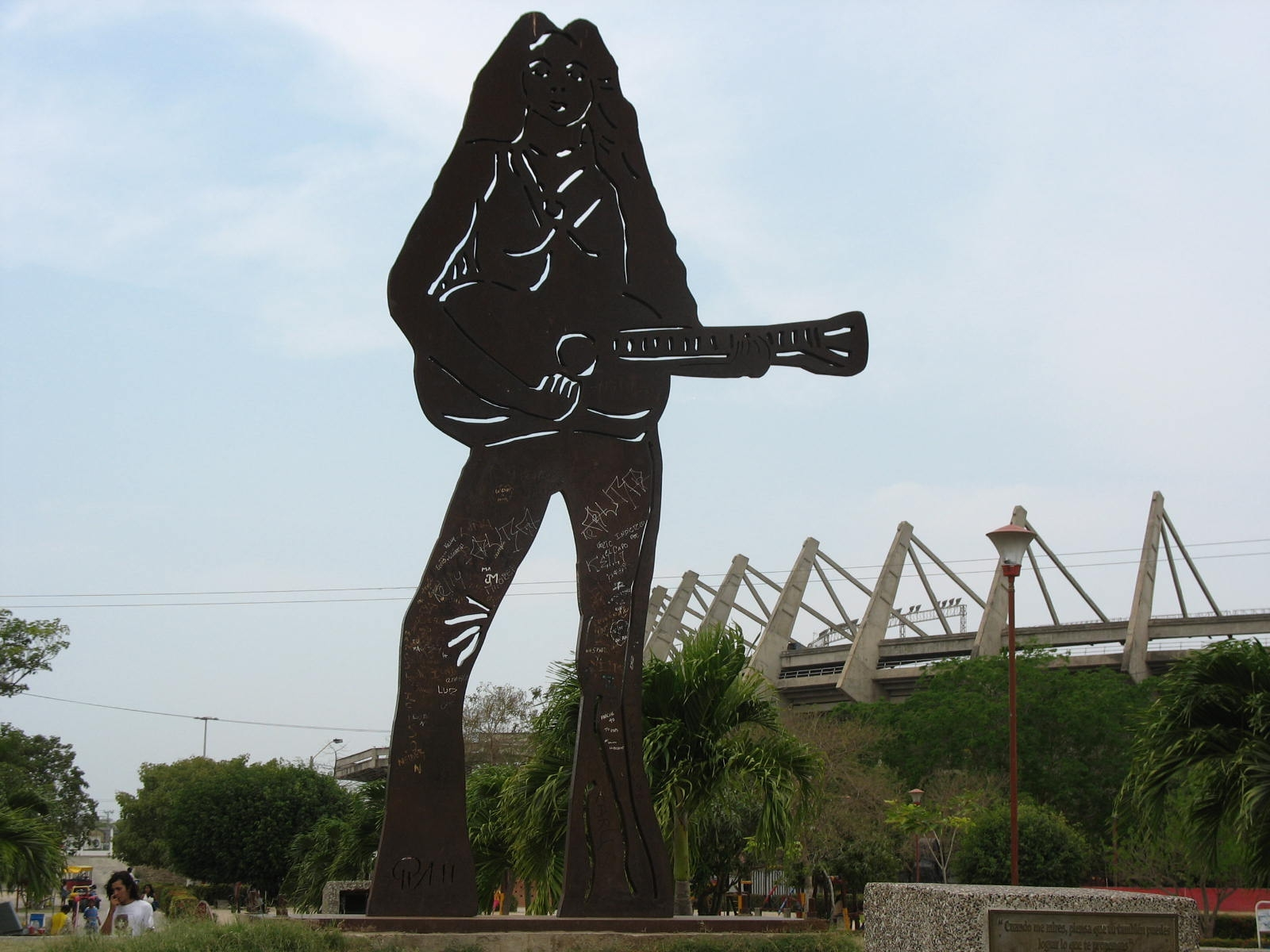
Scultura di Shakira a Barranquilla, sua città natale

Ha composto la sua prima canzone a otto anni, intitolata Tus gafas oscuras e dedicata a suo padre. È stato proprio quest'ultimo che ha lanciato la figlia nel mondo della televisione, facendola apparire in trasmissioni sia televisive che radiofoniche. Da allora la giovane Shakira si è impegnata sempre di più: nel 1983 ha partecipato al concorso per giovani talenti musicali In cerca di un artista bambino (Buscando artista infantil), trasmesso dall'emittente colombiana Telecaribe. Ha vinto il concorso anche nei tre anni successivi. A 11 anni ha imparato a suonare la chitarra. Molte delle sue prime canzoni avevano uno sfondo autobiografico: la più importante è stata quella scritta per il fratello morto in un incidente stradale, episodio che ha rappresentato la maggiore amarezza durante l'infanzia della bambina.
Anche il ballo è stato, sin dall'infanzia, una componente fondamentale dell'educazione dell'artista colombiana: da giovane, in uno dei ristoranti mediorientali preferiti di suo padre, Shakira ha sentito per la prima volta la cosiddetta darabouka, peculiare tamburo dal suono ruvido di cui fanno largo uso le melodie arabe e persiane; è salita sopra il tavolo per danzare, riscuotendo gli applausi dei proprietari del locale. Come artista precocissima, Shakira ha avuto la prima delusione quando, a 10 anni, è stata esclusa dal coro scolastico perché la sua voce era considerata «come quella di una capra». Di contro sono state tante le soddisfazioni visto che la signorina Mebarak è diventata una vera e propria celebrità locale, avendo quindi la possibilità di conoscere personalità di spicco che la avrebbero poi lanciata nel panorama nazionale colombiano: innanzitutto la produttrice di teatro Monica Ariza, la quale, durante un volo aereo, ha convinto Ciro Vargas della Sony Music colombiana a fare un provino a Shakira, permettendole così di essere immediatamente presa. All'epoca la giovane cantante, come ha rivelato in successive interviste, amava ascoltare Led Zeppelin, The Beatles, The Police, The Cure e Nirvana.
A 13 anni si trasferì a Bogotà, capitale della Colombia, ed alle spalle aveva numerosi brani scritti sin da quando aveva otto anni. La passione per il canto e per la musica la portarono ad incidere il primo disco nel 1991, a 14 anni. Il disco, intitolato Magia e pubblicato dalla Sony Music Colombia, ottenne discreti consensi sia da parte della critica sia da parte del pubblico nel suo Paese. Inoltre, iniziò ad imporla all'attenzione degli esperti, che la segnalarono al Festival OTI tenutosi quell'anno in Spagna come rappresentante della Colombia. Al festival non poté però partecipare giacché non raggiungeva l'età minima di 16 anni per l'ammissione.
Il suo secondo album, Peligro, non riscosse un particolare successo. Successivamente, nel 1994 le fu assegnata una parte nella telenovela colombiana El Oasis.

### 1995-1998:Pies descalzose¿Dónde están los ladrones?
Nel 1995 la cantante pubblicò il terzo album Pies descalzos, che a differenza dei due precedenti contiene testi più autobiografici e passionali. Inaspettatamente, il disco fu un grande successo commerciale ed impose l'autrice all'attenzione del grande pubblico statunitense, spagnolo e specialmente di quello sudamericano, riuscendo a vendere oltre quattro milioni di copie e primeggiando nelle vendite in otto Paesi. Grazie alle canzoni orecchiabili, Shakira conquistò centinaia di migliaia di fan di madrelingua spagnola e divenne la stella più promettente e giovane dell'intero panorama musicale latinoamericano di quel decennio.
Spinta dal successo, Shakira decise poco dopo di pubblicare l'album di remix The Remixes, contenente le canzoni remixate di Pies descalzos realizzate dai disc jockey che lavoravano per le radio che avevano apprezzato la ballabilità delle sue canzoni. In Brasile l'album vendette 90 000 copie: questo risultato convinse Shakira a remixare molti dei pezzi in lingua portoghese.
(Shakira)
Dopo questo successo, Shakira ebbe dei contatti con il produttore Emilio Estefan Junior, marito della cantante Gloria Estefan, il quale decise di finanziare il suo nuovo lavoro discografico ¿Dónde están los ladrones?. chiamato così per un evento successo all'aeroporto, dove le era stato rubato il bagaglio contenente le canzoni per il nuovo album, fatto che la costrinse a riscrivere le canzoni che erano andate perse. Nonostante il costo eccessivo dell'opera (tre milioni di dollari statunitensi), l'album ebbe l'approvazione del pubblico, che lo fece diventare rapidamente disco di platino negli Stati Uniti, rimanendo in testa per 11 settimane alla classifica latina di Billboard.
(Gloria Estefan)
In questo periodo Shakira iniziò a cantare in lingua inglese. Come ricorda la stessa Shakira, fu Gloria Estefan la prima persona a incoraggiarla verso l'esperienza anglofona, offrendo la propria collaborazione per la resa in inglese dell'intero album ¿Dónde están los ladrones?. Restìa a tale progetto, l'artista colombiana cominciò a maturare la decisione di occuparsi personalmente della stesura dei testi, malgrado la difficoltà di confrontarsi con una lingua straniera. Si esibì tuttavia con la versione inglese di Inevitable. A quel punto Shakira si rese conto di come imparare bene l'inglese fosse l'unico modo per gestire le proprie opere sul mercato internazionale: iniziò così a studiare l'inglese per dedicarsi in prima persona alla scrittura di pezzi in questa lingua.

### 1999-2004:Laundry Servicee il successo mondiale
Il 12 agosto 1999 Shakira tenne presso il Grand Ballroom dei Manhattan Center Studios di New York il suo MTV Uplugged, formato organizzato dall'emittente MTV. Dall'evento i produttori di MTV hanno tratto un programma che è stato trasmesso nella maggioranza dei paesi sudamericani e negli Stati Uniti, della durata di un'ora, in cui Shakira suona i più importanti brani della sua carriera. Quell'esibizione ha esteso il suo successo, tanto che Shakira ha deciso di pubblicare il concerto come album dal vivo uscito all'inizio del 2000. L'album è restato per due settimane in vetta alla classifica di musica latina negli Stati Uniti ed è premiato con il Grammy Award al miglior album pop latino e con i Latin Grammy Awards per la migliore interpretazione pop femminile con Ojos así e migliore interpretazione rock femminile per Octavo día.

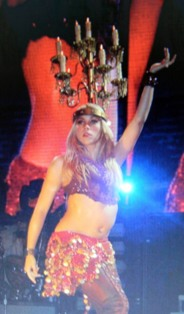
Shakira canta Whenever, Wherever a Rotterdam durante il Tour of the Mongoose

Da questo momento in poi, Shakira ha rivolto la sua attenzione verso il mercato anglofono: ha migliorato il suo inglese grazie alle poesie di Walt Whitman e ha incominciato a scrivere e cantare nella lingua anglosassone. Il primo album di questo nuovo corso è Laundry Service del 2001. Caratterizzato da brani rock e melodici, è stato lanciato prima negli Stati Uniti d'America e poi nel resto del mondo. L'album non era una semplice traduzione in inglese di brani precedenti, ma un vero e proprio inedito, frutto di un lungo periodo, denso di lavoro di scrittura, durante il quale Shakira si trovava in Uruguay, supportata da uno studio mobile. Laundry Service contiene principalmente brani in lingua anglosassone, anche se vi erano all'interno quattro pezzi in lingua spagnola tra i quali Que me quedes tú. Venne pubblicato inoltre un CD interamente nella lingua madre di Shakira, chiamato Servicio de lavanderìa, nel quale il brano che si è piazzato meglio, dopo Suerte (versione in spagnolo di Whenever, Wherever), fu Te dejo Madrid. Ebbero successi anche Underneath Your Clothes, Objection (Tango), e The One (che è arrivato al terzo posto in Italia).
Si è trattato di un notevole successo discografico: nei soli Stati Uniti d'America furono vendute 3 milioni di copie, e più di 20 milioni a livello mondiale, e così Shakira è diventata tra i maggiori esponenti della musica internazionale. Ha vinto il Latin Grammy Award sia nel 2002 per il migliore video musicale (per Suerte, in inglese nota come Whenever, Wherever), che nel 2003 per la migliore canzone rock (Te aviso, te anuncio (Tango)). Altri prestigiosi riconoscimenti sono stati i 4 MTV Video Music Awards per il video di Whenever, Wherever.
Il primo singolo estratto è stato Whenever, Wherever, distribuito alla fine del 2001 e che si è piazzato al sesto posto nella classifica statunitense, solitamente blindata agli artisti stranieri e in particolare quelli emergenti, scalando con ancor maggiore successo tutte le classifiche europee. Infatti è diventato primo singolo in Colombia, nel resto dell'America Latina, Germania, Irlanda, Australia, Nuova Zelanda e nei Paesi Bassi mantenendosi su questa posizione per 9 settimane. Nel Regno Unito ha raggiunto il secondo posto, il quarto in Canada, l'ottavo in Giappone e, più genericamente, è entrato nelle top ten di tutti i paesi europei. Il singolo è rimasto per minor tempo al numero uno, oltre che nei paesi succitati, in Austria, Belgio, Danimarca, Francia, Italia, Libano, Messico, Polonia, Svezia e Svizzera. Il secondo singolo pubblicato dall'album è stato Underneath Your Clothes. Il primo posto del brano è stato raggiunto nelle classifiche di Argentina, Australia, Belgio, Canada, Irlanda, Messico, Perù e Paesi Bassi, il secondo in Germania e Francia, il terzo in Ungheria e Gran Bretagna, quarto in Italia. La canzone è anche arrivata al numero 9 delle classifiche statunitensi.
Nel dicembre del 2002 è uscita la prima raccolta completa dei successi in lingua spagnola di Shakira, intitolata Grandes éxitos. Il 30 marzo 2004 è stato pubblicato nel mercato internazionale Live & Off the Record, un DVD che contiene dieci canzoni da lei eseguite durante la prima serie di concerti internazionali, il Tour of the Mongoose (2002-2003); è stato chiamato così con riferimento sarcastico alla mangusta, uno dei pochi animali che può uccidere il cobra, essendo immune al veleno del serpente. Il concerto terminava con il filmato di una lotta selvaggia tra questi due animali, dall'esito scontato.

### 2005-2008: il cicloFijación oral

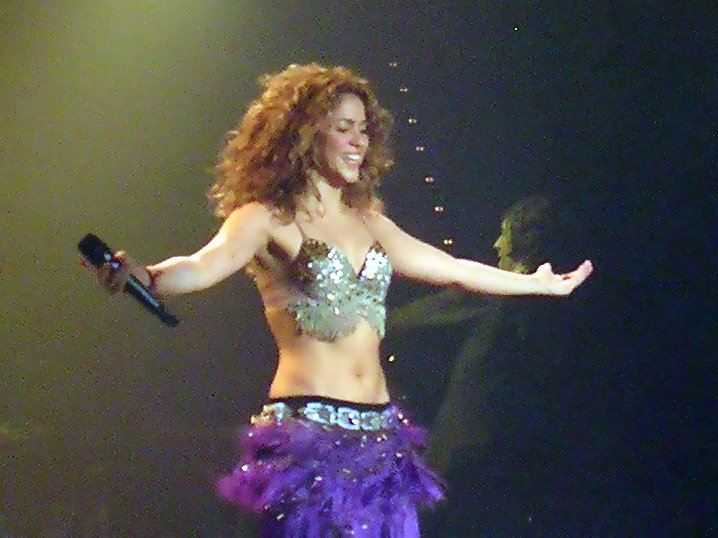
Shakira nel 2006 durante l'Oral Fixation Tour

Nel mese di aprile 2005 Shakira ha presentato i suoi due nuovi progetti musicali, Fijación oral vol. 1, con canzoni in spagnolo, e Oral Fixation Vol. 2, con brani scritti in inglese:
(Shakira)
La scelta del titolo, secondo quanto affermato dall'artista, «viene dal fatto che io ho sempre vissuto attraverso la mia bocca. È la mia maggiore fonte di piacere, ed il mio mezzo più accessibile per scoprire e godere del mondo. Sono fissata col cioccolato! Sono fissata con la parola detta a voce, la parola scritta, le cose che ho detto e quelle che non avrei mai dovuto dire. È questa la ragione per cui ho deciso questi nomi per gli album».
Il primo degli album "gemelli", Fijaciòn oral vol. 1 ha venduto sette milioni di copie nel mondo ed è stato insignito di cinque Latin Grammy Awards, i più prestigiosi riconoscimenti per un artista latino. Ha anche ricevuto un Grammy Award. Il brano d'apertura La tortura, è stato trasmesso nelle radio spagnole ed italiane a partire da inizio maggio, anche se il calendario seguito per le uscite nei vari paesi è stato posticipato: il 3 giugno è uscito in Irlanda, il 6 nel resto d'Europa e il 7 in Nord America. La tortura, vincitrice nel 2006 di due Latin Grammy e al primo posto in molte classifiche nazionali, è stato il brano di maggior successo dell'intero album. Inciso in duetto con Alejandro Sanz, cantante madrileno, ha guadagnato il primo posto nella classifica spagnola, e per 25 settimane è rimasto al primo posto della classifica Hot Latin Tracks stilata da Billboard. La tortura monolopizzò il mercato sudamericano ed entrò anche nelle top ten delle classifiche europee. Il relativo video ottenne un buon successo in Nord America, venendo trasmesso per la prima volta da MTV il 26 aprile 2005 in spagnolo con sottotitoli in inglese, per la prima volta nella storia dell'emittente musicale.
Oltre a La tortura, ha riscosso grande successo anche No, brano che vede la collaborazione del celebre musicista sudamericano Gustavo Cerati. Si è piazzato pertanto al primo posto nelle classifiche di Messico, Colombia (per 14 settimane), Argentina e Spagna (solo per una settimana), ed arroccandosi in seconda posizione in Italia, unico paese non di lingua spagnola in cui No ha conseguito questo piazzamento. Al di là di questi paesi, infatti, il pezzo è stato solo un successo minore: raggiunse solo il 24º posto in Venezuela, il 75º in Francia, il 92º in Canada e il 99º negli Stati Uniti d'America. Andò meglio il brano Dia de enero Anche se il 1º posto è stato raggiunto solo in Argentina e in Messico, negli Stati Uniti il pezzo si è piazzato 29º nella classifica Billboard Hot Latin Tracks, e ha raggiunto infine la quattordicesima posizione in Colombia, la sedicesima in Cile e la diciassettesima in Perù.

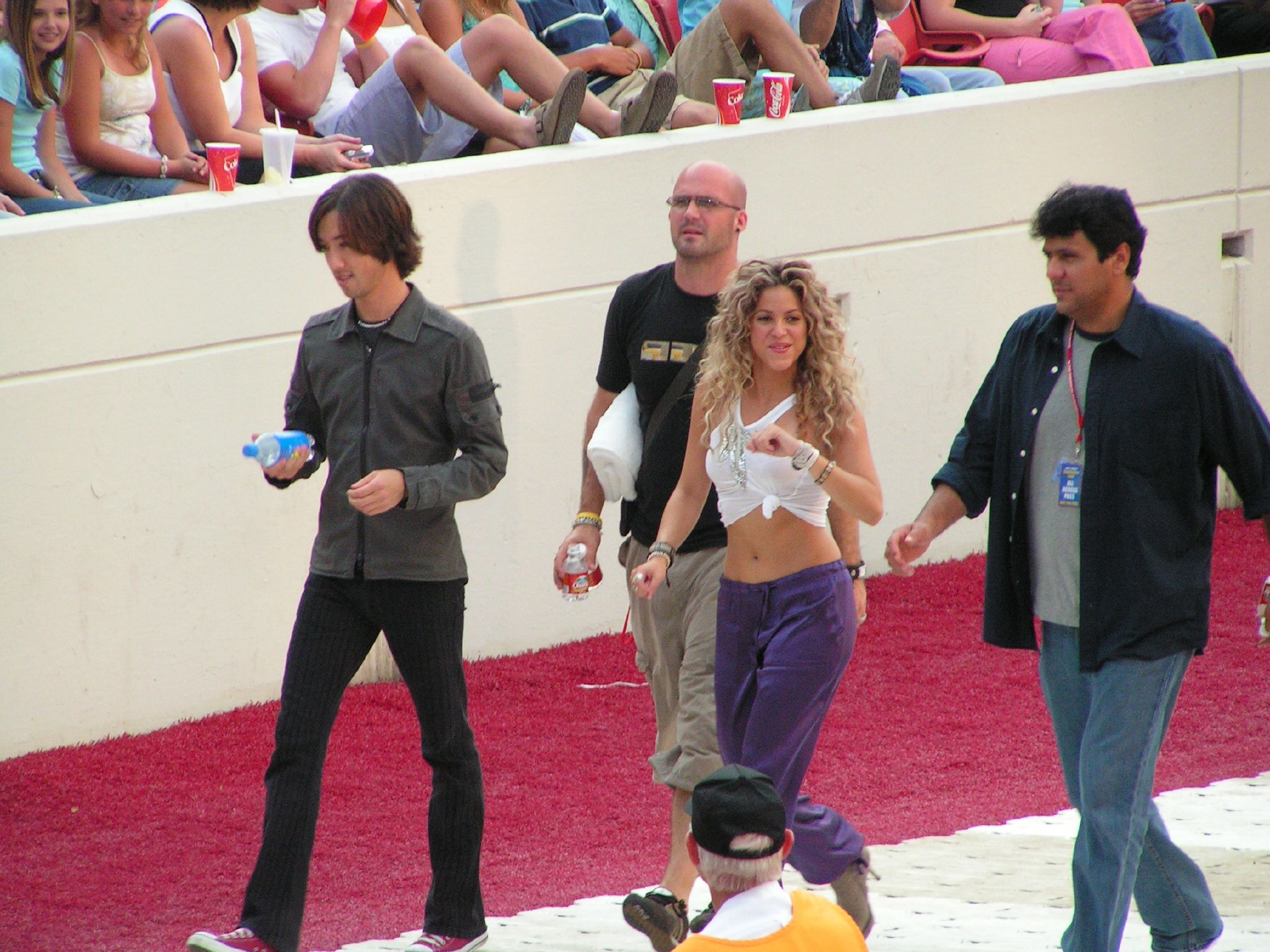
Shakira prima di un concerto nel 2005

Il 28 novembre 2005 è stata la volta di Oral Fixation Vol. 2, disco che tratta temi che vanno dall'amore (Don't Bother) fino alla denuncia di vicende legate a situazioni politiche mondiali (Timor). Al disco ha partecipato, nella traccia Illegal, il chitarrista Carlos Santana. La sua partecipazione, a detta della stessa Shakira, «ha riempito con la sua luce e con il suo spirito l'intero progetto». Le vendite complessive sono state di oltre 8 milioni di copie.
L'album ha dovuto anche confrontarsi con la censura da parte di alcuni paesi del Medio Oriente e in Indonesia, a causa della traccia Timor (il cui titolo è diventato It's All Right) e di How Do You Do. Quest'ultima canzone celebra l'universalità della preghiera e le incertezze di ogni uomo di fronte a Dio (la canzone è stata addirittura cancellata dalla lista tracce).
Il primo singolo tratto dal disco è Don't Bother. Il brano occupò stabilmente le classifiche di mezzo mondo, entrando nella top ten mondiale e in quella di 13 Paesi: il singolo si è imposto al 1º posto solo in Colombia, ma si è piazzato al 3º in Polonia, Romania ed Argentina, al 4º in Finlandia e nei Paesi Bassi, al 5º in Italia nonché nella classifica mondiale, e dal 6º al 9º in Austria, Germania, Repubblica Ceca, Svizzera, Regno Unito e Russia. Ha avuto un successo minore negli Stati Uniti (quarantaduesima posizione), ma in compenso sono state buone le posizioni raggiunte in altre importanti nazioni come la Spagna, il Messico (18º piazzamento), l'Irlanda (28º), l'Australia (30º) e il Brasile (41º). Il 15 aprile 2006 è uscito il secondo singolo Hips Don't Lie, in cui la popstar colombiana duettava con l'ex leader dei Fugees Wyclef Jean. Il brano è stato aggiunto, insieme a La tortura, alla versione masterizzata di Oral Fixation Vol. 2, uscita il 28 marzo 2006. Ha segnato il vertice del successo di Shakira, rientrando a pieno titolo tra i pezzi cult della musica contemporanea.

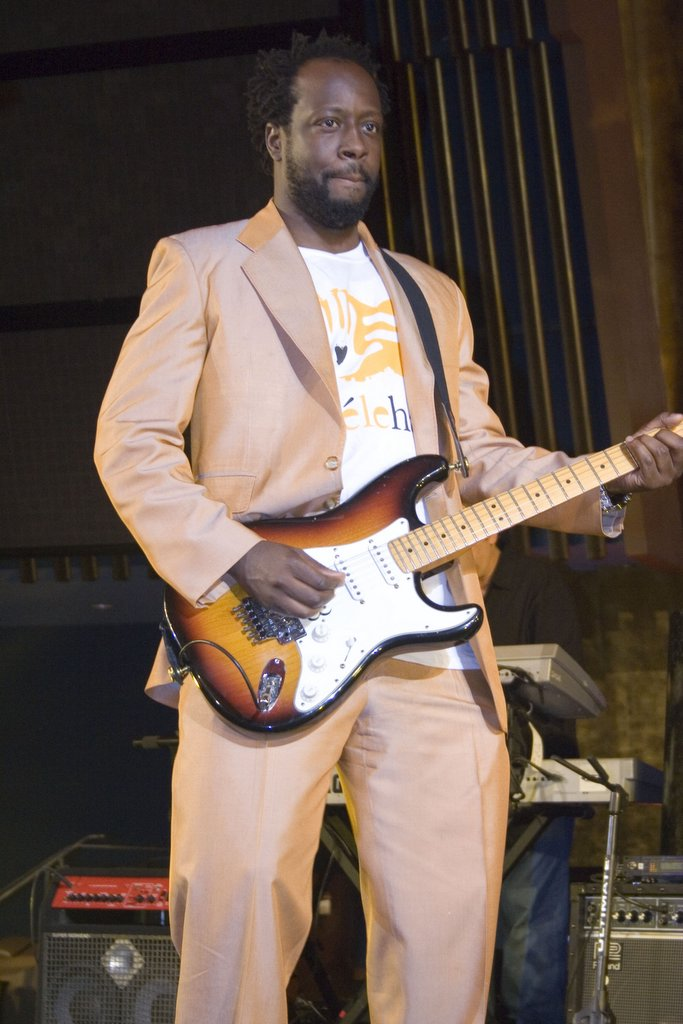
Wyclef Jean, che assieme a Shakira ha prodotto il maggiore successo musicale del 2006: Hips Don't Lie

Ispirato a Dance Like This, Hips Don't Lie ha largamente superato il successo di Whenever, Wherever. Ha anche ulteriormente incrementato la popolarità di Shakira, portandola ai livelli più alti del suo primo quindicennio di carriera. Inoltre salvò Oral Fixation Vol. 2 da un crollo di vendite rispetto al volume 1; per ovviare a questo decremento, che avrebbe danneggiato l'immagine di Shakira e dell'intera casa discografica, la Sony Music stampò in marzo 2006 una nuova versione con l'aggiunta di Hips Don't Lie, con effetti positivi: l'album si risollevò di ben 92 posizioni su Billboard, e le vendite in una sola settimana salirono di sei volte, con 1,5 milioni di copie vendute negli Stati Uniti d'America in sette mesi dall'uscita dell'album con l'aggiunta del pezzo.

Shakira presentò così il suo nuovo singolo, intervenendo sul suo sito web: 
(Shakira)
Hips Don't Lie ha inoltre ampiamente battuto il record mondiale del numero di download nella prima settimana di disponibilità sul web: è stata scaricata legalmente 266 500 volte, record molto superiore rispetto alla prima settimana. La canzone D4L ha registrato invece 175 000 vendite, piazzandosi così al secondo posto. Il brano è stato infine eseguito in diversi eventi di grande portata, primo fra tutti la finale dei Mondiali di calcio Germania 2006 Italia-Francia, il 9 luglio 2006: prima della partita, Shakira e Wyclef hanno infatti cantato la celebre canzone, in un inedito mix con un ritornello dagli influssi arabi che ha scatenato la folla dello Stadio Olimpico di Berlino. Hips Don't Lie è stata eseguita in diretta anche in alcune trasmissioni televisive celebri come American Idol, oltreché in alcuni concerti extra-tour come quello svoltosi a New York a pochi mesi dall'uscita del singolo, e in tutti e 118 i concerti dell'Oral Fixation Tour.
I diritti della canzone sono stati acquistati dalla casa discografica di Michael Jackson assieme ad altri pezzi di Eminem: il tormentone dell'estate 2006 è stato infatti giudicato dai discografici tra i più fruttuosi sul mercato, dopo aver infranto diversi record di vendite e di upload. Il 3 novembre 2006, a New York, Shakira ha trionfato ai Latin Grammy Awards aggiudicandosi 4 premi per il singolo La tortura e per l'album Fijación oral vol. 1.
Shakira ha debuttato nel cinema lavorando nella pellicola Dare to Love Me di Alfonso Arau, biopic del cantante argentino di tango Carlos Gardel, interpretato da Raoul Bova; la pop star ha interpretato una delle amanti di Gardel. Con tre brani di cui è autrice (Despedida, Hay amores e Pienso en tì, estratta dall'album Pies descalzos) ha anche preso parte alla colonna sonora del film L'amore ai tempi del colera, diretto da Mike Newell e ispirato all'omonimo romanzo di Gabriel García Márquez. Ha anche partecipato a una canzone di Annie Lennox, Sing, al cui ritornello hanno dato voce, oltre a Shakira, una ventina di star di fama mondiale. Per La Despedida, ha ottenuto una candidatura ai Golden Globe come migliore colonna sonora. Inoltre, Shakira ha girato, e diffuso in gennaio, il video di Hay amores.
Nel 2007 Shakira ha inciso diversi duetti con artisti come Beyoncé, Alejandro Sanz e Miguel Bosé. La più celebre tra queste collaborazioni è quella con Beyoncé nel singolo Beautiful Liar, cantato in inglese con parti in spagnolo. Il video ha contribuito notevolmente a imporre il brano tra i più scaricati dell'anno, e l'ha inoltre proiettato in cima a molte classifiche di tutti i paesi americani ed europei. Shakira ha di nuovo collaborato con Alejandro Sanz, cantando con lui nel brano Te lo agradezco, pero no, contenuto nell'album El tren de los momentos. Assieme a Miguel Bosé ha duettato anche in Si tu no vuelves.

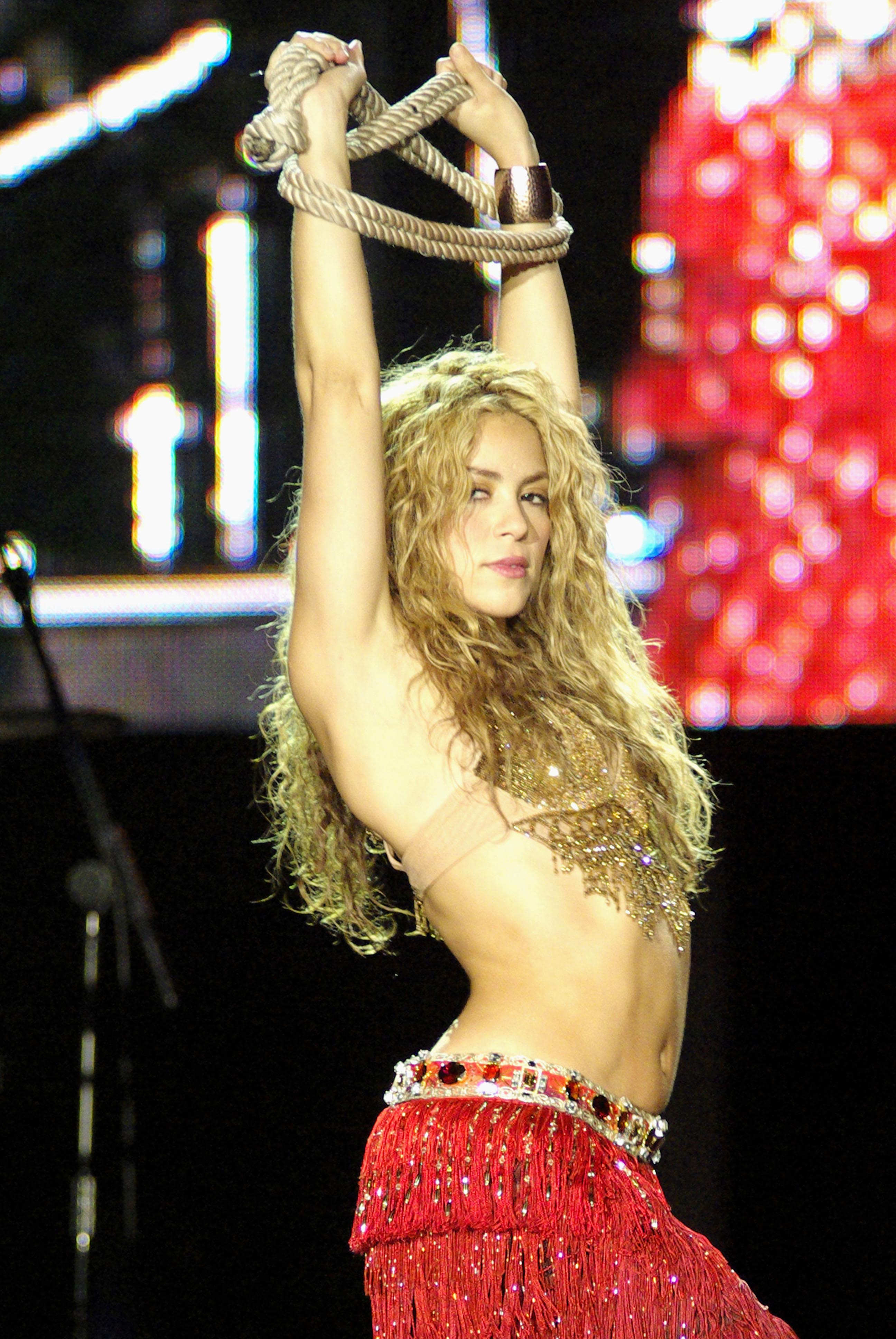
Shakira in concerto nel 2008

La cantante ha successivamente pubblicato Illegal, registrato insieme al noto chitarrista rock Carlos Santana. Il terzo singolo estratto da Oral Fixation Vol. 2 dopo il trionfo planetario di Hips Don't Lie, ha riscosso un successo considerevole anche se inferiore rispetto ai precedenti singoli dell'artista colombiana. Anche se ha raggiunto posizioni alte in molte classifiche (tra cui quella italiana, dove il singolo si è trovato in quarta posizione) non ha avuto altrettanto successo negli Stati Uniti. Un altro singolo pubblicato da Shakira è stato Pure intuition, un brano che ha ottenuto successo soprattutto in Spagna e nei Paesi Bassi.
A maggio Shakira ha pubblicato il video per il singolo Las de la intuición, di cui è stata anche regista durante una pausa del tour. Per la prima volta compare con i capelli viola, e invece di ammiccare con la danza del ventre al contrario di quanto ha fatto in molti video precedenti, esegue un balletto con alcune sue sosia mostrandosi in alcune scene mentre si trucca davanti allo specchio. Anche l'abbigliamento risulta diverso da tutte le altre apparizioni di Shakira, che in questo video compare in completo nero formato da giacca, cravatta e gonna per quasi tutta la durata. Il video è stato oggetto di molte critiche, poiché, a detta soprattutto dei fan, svilisce la bravura nella danza che è uno dei talenti innati della colombiana, e, inoltre, in tre distinte sequenze sia Shakira che le sosia mostrano la biancheria intima sollevando le minigonne.
Il 7 luglio 2007 ha aperto il concerto di Amburgo del Live Earth: apparsa sul palco alle 14:05 in una veste inedita da rocker con la chitarra a tracolla (prima rosa poi una blu), Shakira ha cantato, nell'ordine, Don't Bother, Inevitable, Día especial con Gustavo Cerati e infine Hips Don't Lie. Dopo aver già partecipato nel maggio del 2006 al Rock in Rio Lisboa, evento originariamente brasiliano, l'artista ha partecipato al segmento madrileno del festival, tenutosi nel luglio del 2008.

### 2009-2010:She WolfeWaka Waka (This Time for Africa)

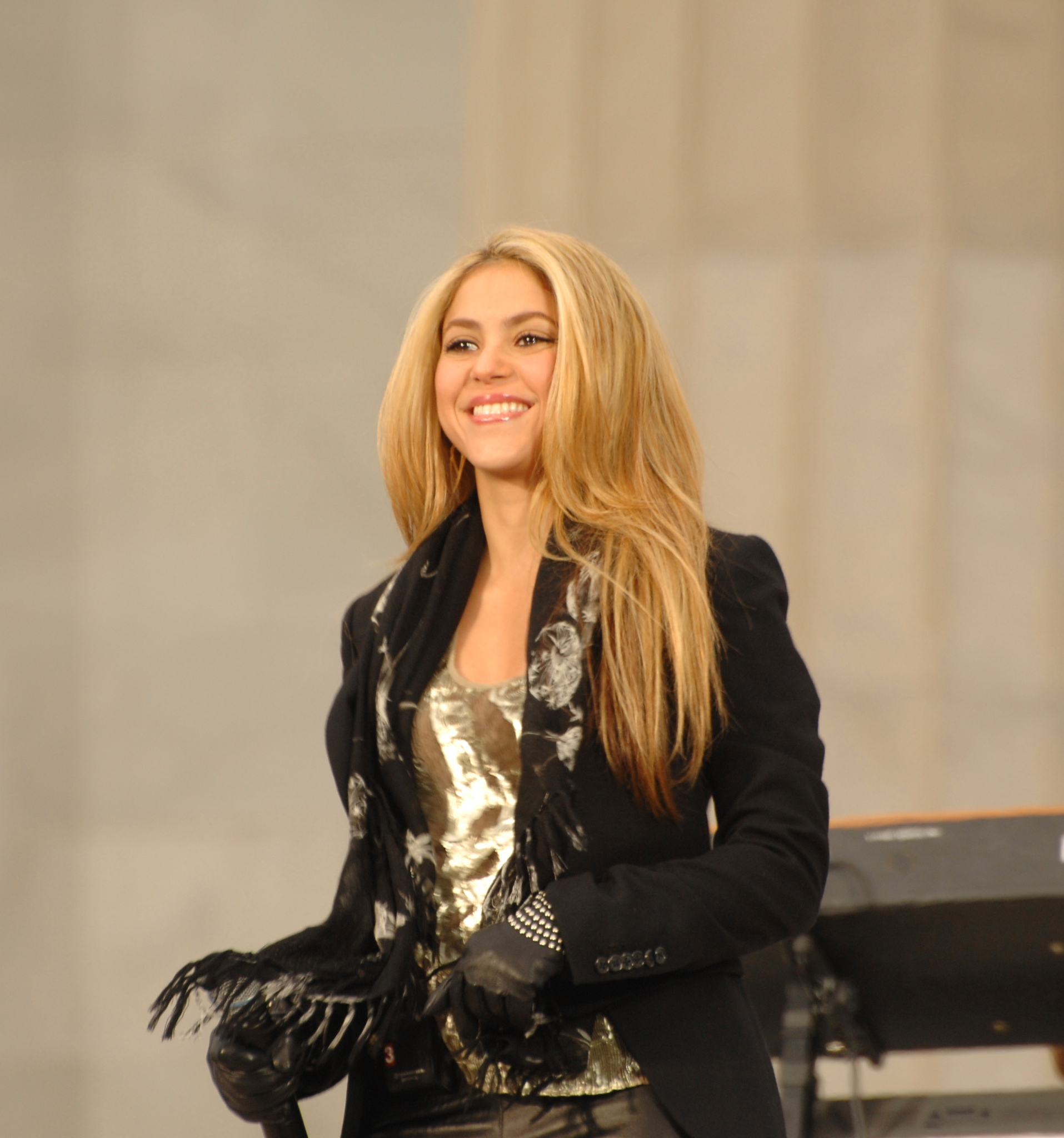
Shakira canta al Lincoln Memorial di Washington D.C. nel 2009

Nel gennaio del 2009 Shakira ha partecipato al We Are One: Opening Inaugural Ceremonies, concerto musicale in occasione dell'insediamento del nuovo presidente statunitense Barack Obama, tenutosi al Lincoln Memorial, esibendosi con Stevie Wonder e Usher e, successivamente, al Neighborhood Ball, presentando da sola il coinvolgente pezzo Bright Side of the Road dell'irlandese Van Morrison, in cui ha dato sfoggio della propria familiarità con l'armonica a bocca. Sempre nel 2009 è uscito il singolo She Wolf e la versione spagnola Loba, disponibili dal 14 luglio per il download digitale. Con la pubblicazione dell'omonimo album di provenienza, in ottobre, Shakira ha abbandonato l'abito latin pop che l'ha resa famosa e si è cimentata con il sound elettronico, tra sintetizzatori e ritmi dance, pur non rinunciando ad accogliere varie influenze musicali.
(Shakira)
Come spiega la stessa Shakira, l'immagine della lupa è da interpretare come una condizione femminile nuova, libera da catene e ruoli che il mondo circostante richiede forzatamente alla donna, impossibilitata in tal modo ad entrare in contatto con il lato più nascosto di sé, fatto di desideri inconsci e non rivelati: a ciò farebbero riferimento la numerose scene del videoclip che vedono Shakira muoversi sinuosamente in una grande gabbia d'oro.
L'album ha visto la partecipazione di Pharrell Williams, che con la cantante colombiana ha scritto Did It Again, Why Wait, Long Time e Good Stuff. Da citare il duetto Spy con Wyclef Jean.
Di She Wolf è stata inoltre pubblicata il 23 novembre un'edizione destinata esclusivamente al mercato statunitense, la cui tracklist è arricchita dal brano Give It Up to Me prodotto da Timbaland.
Di She Wolf è stata pubblicata anche il 22 marzo un'edizione deluxe destinata esclusivamente al mercato latino chiamata Loba Deluxe Edition, la cui tracklist contiene una versione in lingua spagnola di Gypsy chiamata Gitana, alcuni remix di She Wolf e Loba e una versione nuova della canzone Lo Hecho Esta Hecho (feat. Pitbull).

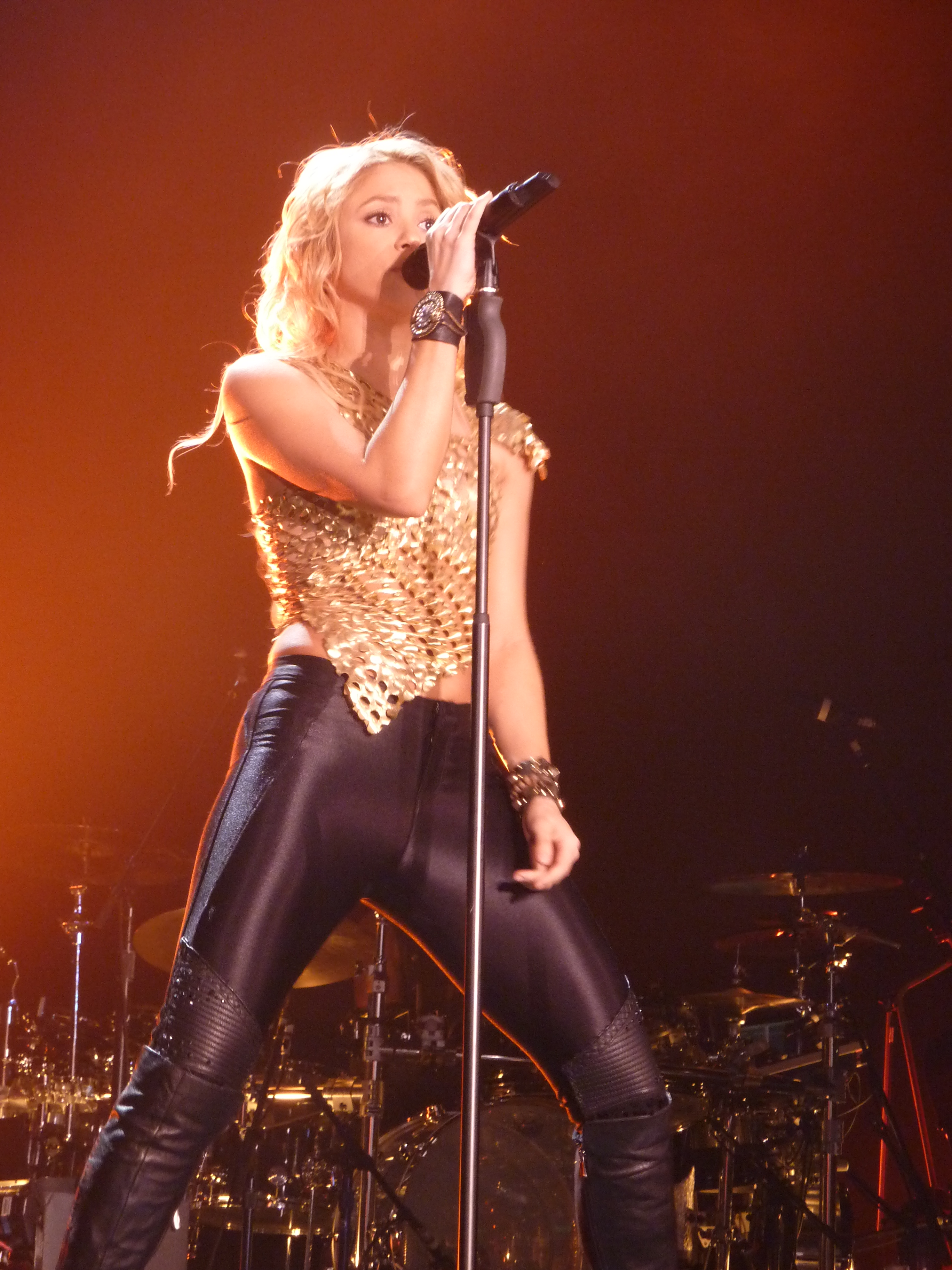
Shakira canta a Parigi nel 2010

Il 1º luglio 2010, per alcuni mercati internazionali, She Wolf è stato ristampato in una Platinum Edition in due dischi: il primo è la versione deluxe dell'album (contenente la versione di Did It Again con Kid Cudi), il secondo disco è il singolo di Waka Waka (This Time for Africa), che contiene inoltre la versione spagnola del brano e la versione remix di David Guetta. Questa nuova versione dell'album She Wolf ha raggiunto il primo posto fra gli album più venduti in Italia, ottenendo il disco di platino per le oltre 60 000 copie vendute in Italia.

Il 29 aprile 2010 è stata messa in commercio Waka Waka (This Time for Africa), interpretata da Shakira con il gruppo sudafricano Freshlyground e scelta come inno dei mondiali di calcio FIFA 2010 che si sono tenuti in Sudafrica. Il brano è stato eseguito dal vivo nel concerto di inaugurazione dei mondiali l'11 giugno 2010 a Soweto nel Soccer City Stadium di Johannesburg e nella cerimonia finale dell'11 luglio 2010. Del brano esiste anche una versione in lingua spagnola, Waka Waka (Esto es Africa), pubblicata nei paesi ispanici. Il brano è basato sulla canzone camerunese del 1986 Zangalewa del gruppo Golden Sounds: è stata suonata con strumenti afro-colombiani e con chitarre sudafricane. Waka Waka risale alla seconda guerra mondiale e il ritornello è preso quasi interamente da Zamina, un canto popolare diffuso tra i militari camerunesi. Shakira ha dichiarato di essere onorata che la canzone sia stata scelta come inno dei mondiali.
Waka Waka (This Time for Africa) è il singolo dei mondiali di calcio che ha venduto di più e più velocemente nell'era della musica digitale. Il brano ha riscosso un grande successo mondiale imponendosi al primo posto in diversi paesi europei e sudamericani, mantenendo in alcuni casi il podio diverse settimane consecutive (record di 17 settimane in Spagna) e resistendo molte settimane nelle parti alti della classifica in altri. Anche in Italia la canzone ha raggiunto la prima posizione, mantenendola per 16 settimane consecutive e diventando così il brano di maggior successo nella storia nella classifica della Top Singoli. La canzone, a seguito del successo ottenuto, ha vinto molteplici dischi di platino e d'oro: in Italia ha ricevuto il multiplatino per aver venduto oltre 60 000 copie, numero che ha abbondantemente superato.
Il successo del brano ha aiutato Shakira a superare un periodo difficile; infatti la cantante ha dichiarato in un'intervista: 
 Il video della versione inglese di Waka Waka fa parte dei video più visti della storia di YouTube, con oltre 4 miliardi di visualizzazioni aggiornate al 2025. Inoltre, Waka Waka è stata una delle espressioni più cercate su Google di tutto il 2010.

### 2010-2012:Sale el sol
Il nono album in studio di Shakira si intitola Sale el sol ed è stato pubblicato il 19 ottobre 2010. Il titolo dell'album fa riferimento alla rinascita creativa ed emotiva, un periodo della sua vita particolarmente luminoso e segna un «ritorno alle origini»: presenta due correnti, una basata sull'amore, le esperienze d'amore e le emozioni, l'altra più allegra e ritmata. Nell'album sono presenti diverse collaborazioni: El Cata e Dizzee Rascal per le due versioni di Loca, sempre con El Cata con la versione spagnola di Rabiosa, mentre Pitbull nella corrispondente versione inglese, Gustavo Cerati, nonché Residente dei Calle 13 nella canzone Gordita. Sale el sol contiene anche la hit mondiale Waka Waka in tre differenti versioni. L'album dopo 24 ore dalla sua uscita riesce a conquistare il disco d'oro in Messico e quello di diamante in Colombia grazie alla vendita di 100 000 copie, mentre in Brasile la cantante viene premiata dalla Sony Music Brasil con il disco di platino per aver venduto più di 40 000 unità e con il disco di diamante alla carriera per aver venduto oltre 1 550 000 copie di tutti i suoi album nel territorio brasiliano. In Francia l'album riesce a conquistare quattro dischi di platino per la vendita di 400 000 unità e in Spagna viene certificato doppio disco di platino grazie alla vendita di 120 000 copie.

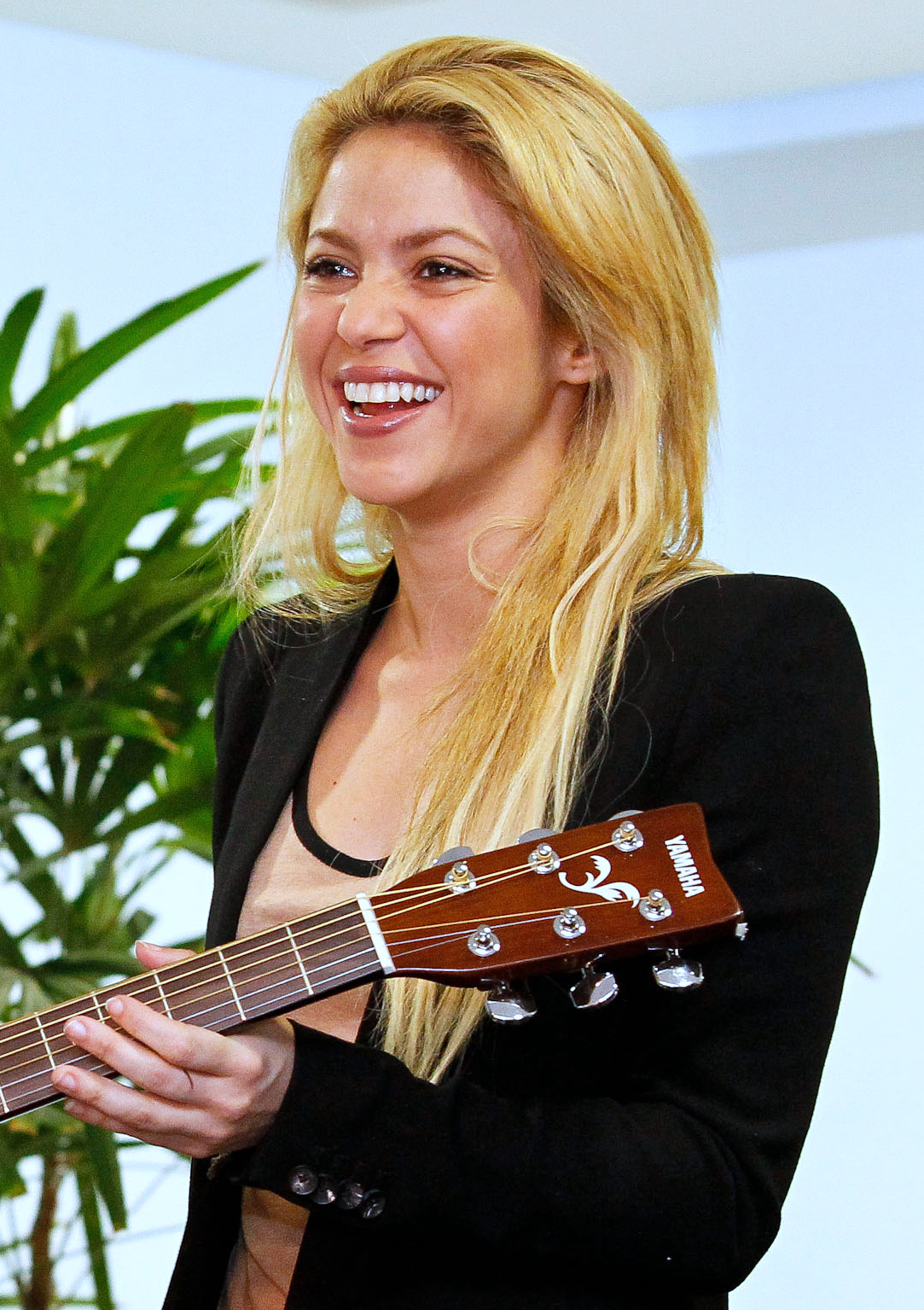
Shakira nel 2011

Il primo singolo estratto dall'album, pubblicato il 1º settembre 2010, è stato il sopramenzionato Loca; il brano ha raggiunto la prima posizione della classifica italiana dei singoli più venduti secondo FIM e viene certificato da disco di platino per aver venduto oltre 30 000 copie. Loca entra nelle classifiche di molti paesi, raggiungendo la prima posizione in Spagna, Svizzera, Polonia, Repubblica ceca, Grecia, Belgio, 2º posto in Austria e Francia, 6º posto in Germania e 32º posto nella Billboard americana. Loca risulta essere il 10º singolo più venduto in Italia nel 2010, nonché l'8º singolo più venduto del 2010 in Francia e il 7º in Spagna.

In autunno ha inizio dal Nord America il tour promozionale per l'album e viene scelto come secondo estratto l'omonimo Sale el sol. Il 25 gennaio 2011, durante un'intervista alla stazione radio francese NRJ, Shakira ha confermato che il terzo singolo estratto dall'album sarà Rabiosa e ha dichiarato di essere già in fase di prima lavorazione per il nuovo album, che lei stessa definisce «gentile» perché avrebbe raccontato le emozioni che ha vissuto negli anni passati. Lo stesso giorno viene comunicato tramite il suo sito internet che la cantante ha superato il miliardo di visualizzazioni sul canale YouTube; sul record raggiunto Shakira ha dichiarato:
Anche Rabiosa ha un buon riscontro di pubblico e vendite raggiungendo il 3º posto in Svizzera, 6º posto in Austria, Francia e Italia, 9º posto in Danimarca, 26º in Germania. Inoltre Rabiosa viene certificato disco di platino in Italia grazie alla vendita di 30 000 copie. Il brano Antes de las seis è il quarto singolo estratto dall'album Sale el Sol e, allo stesso tempo, il primo singolo dell'edizione CD/DVD dell'ultimo tour, Shakira: Live from Paris, pubblicato a fine 2011 dopo la conclusione del tour. Il video di Antes de la seis dopo due giorni dall'uscita riesce a superare il milione di visualizzazioni sul canale ShakiraVevo. Dall'album live, inoltre, è stato estratto un ulteriore singolo Je l'aime à mourir (La quiero a morir), cover di una canzone francese di Francis Cabrel, con cui per la prima volta Shakira si è cimentata a cantare quasi completamente in lingua francese. Il singolo, pur non supportato da un video, è entrato in numerose classifiche francofone come Canada, Belgio, Svizzera e entrando addirittura al primo posto dei singoli più venduti in Francia, vendendo nella prima settimana oltre 10 358 copie.
Nel 2012 l'artista ha firmato un contratto con la casa discografica Roc Nation. A marzo 2012 è stato estratto il quinto singolo dall'album Sale el Sol, intitolato Addicted to You. La cantante ha inoltre collaborato con Pitbull al singolo Get It Started, che anticipa l'album del rapper Global Warming. A fine anno Shakira prese parte alla cerimonia di chiusura dei Campionati Mondiali di Calcio Under-17 tenutisi a Baku, e il giorno successivo si esibì in un mini-concerto, sempre nella stessa città.

### 2013-2015:The Voicee l'album omonimo
Per il nuovo album, in lingua inglese, Shakira ha collaborato nella preparazione insieme a Benny Blanco, Tiësto, RedOne, Max Martin, Dr. Luke, Ne-Yo, LMFAO, Akon, Fernando Garibay, Sia, Ester Dean, Skrillex, The Runners e il produttore Billboard, ma dopo la nascita del figlio Milan (2013), che lei stessa definisce come «una tappa fondamentale della sua vita», dichiara di voler tornare alle origini e cambiare la natura e le sonorità dell'album. Il 29 giugno 2012 Shakira, aveva, infatti, girato il video per il singolo Truth or Dare (On the Dancefloor), la cui pubblicazione, inizialmente attesa per la fine di settembre 2012, è stata riprogrammata a causa della sopraggiunta gravidanza. Nel 2013 ha partecipato come giudice alla quarta stagione del talent show statunitense The Voice, a fianco di Usher, Adam Levine e Blake Shelton.

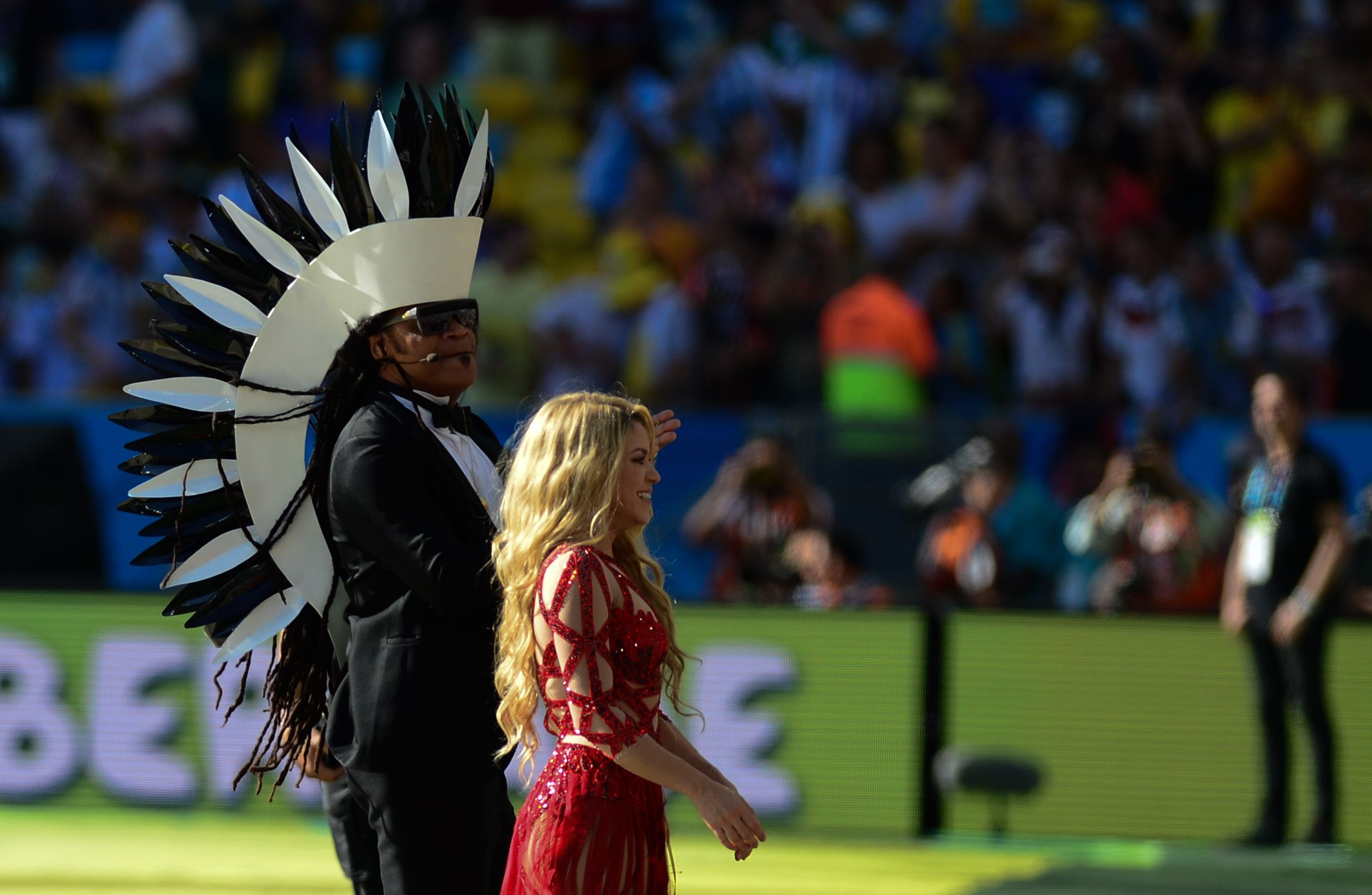
Shakira alla finale del Campionato mondiale di calcio 2014 in Brasile

Il 2014 per Shakira è l'anno del ritorno sulla scena musicale, dopo la gravidanza e la pausa che aveva seguito. Il nuovo album, che si intitola Shakira, è stato pubblicato il 25 marzo 2014 ed è stato anticipato dal singolo Can't Remember to Forget You in collaborazione con Rihanna, pubblicato il 13 gennaio 2014. Il secondo singolo estratto dal nuovo cd è Empire, il cui video è stato pubblicato su Vevo il 25 marzo 2014. Il 21 marzo 2014 viene estratto il terzo singolo Dare (La La La), secondo tema musicale dei mondiali di calcio 2014.
Il 13 luglio 2014 Shakira prende parte alla cerimonia di chiusura dei mondiali di calcio allo stadio Maracanã, cantando La La La (Brazil 2014) con il musicista brasiliano Carlinhos Brown. Questa performance diventa la sua terza presenza consecutiva alla FIFA World Cup.
La nascita del secondogenito Sasha (2015) porta Shakira a prendersi nuovo periodo di pausa dall'attività lavorativa per seguire la crescita dei figli. Nonostante ciò, il 14 agosto 2015 all'Expo Disney D23 viene annunciato che la cantante avrebbe doppiato uno dei personaggi del film d'animazione Zootropolis (2016), Gazelle, la più importante cantante pop della città; inoltre ha contribuito alla colonna sonora del film con una canzone originale Try Everything, scritta da Sia e Stargate.

### 2016-2022:El Dorado, Super Bowl e nuovi progetti
Agli inizi del 2016 Shakira ha iniziato a lavorare al suo undicesimo album di studio, postando varie immagini sul suo account Instagram durante il processo di scrittura dei testi e di composizione delle melodie. La rivista statunitense Billboard ha annuncia nel maggio 2016 che Carlos Vives stesse collaborando con la cantante su una nuova traccia dell'album chiamata La bicicleta, divenendo questa la prima collaborazione di Shakira con un altro artista di nazionalità colombiana. Questa canzone è stata premiata con due Latin Grammy Awards lo stesso anno, venendo proclamata canzone latina dell'anno. Il 28 ottobre viene lanciato il singolo Chantaje, in collaborazione con Maluma, un altro cantante colombiano; anche questa canzone fa parte del suo undicesimo album e ottiene la prima posizione della classifica in 20 mercati internazionali. La collaborazione riscuote anche ampio riscontro da parte della critica nel corso dell'anno, ricevendo numerose nomine nelle principali premiazioni, tra cui nelle categorie di registrazione e canzone dell'anno ai Latin Grammy Awards.
A gennaio 2017 viene invitata all'annuale World Economic Forum di Davos, in Svizzera, per parlare del lavoro della sua fondazione e per ritirare, assieme all'attore Forrest Whitaker e alla violinista Anne-Sophie Mutter, il Crystal Award per l'impegno umanitario dimostrato.
Dopo tre anni dall'ultimo album, l'11 maggio 2017 Shakira annuncia attraverso le sue reti sociali l'uscita del nuovo progetto, El Dorado, fissandone la pubblicazione al 26 dello stesso mese. L'album riscuote successo nelle classifiche internazionali, divenendo il sesto album in studio dell'artista a esordire alla prima posizione della US Top Latin Albums, ricevendo successivamente la certificazione di disco di diamante dalla Recording Industry Association of America. Il progetto discografico viene riconosciuto col Grammy Award al miglior album pop latino nell'edizione 2018 e il Latin Grammy Award al miglior album pop vocale contemporaneo. Nel corso del 2017 vengono pubblicato ulteriori estratti dall'album, tra cui Déjà vu con Prince Royce e Me enamoré.
Nel corso del 2018 ha reso disponibile alcuni singoli non compresi in El Dorado, tra cui le collaborazioni con Maluma Trap e Clandestino. Dopo un periodo di pausa, nel settembre 2019, viene annunciato che Jennifer Lopez e Shakira sarebbero state le protagoniste dell'halftime show del Super Bowl LIV, che si è tenuto il 2 febbraio 2020. A seguito della performance il singolo Whenever, Wherever raggiunge diciotto anni dopo alla prima posizione della classifica iTunes statunitense. Nel gennaio 2020 è uscito il singolo Me gusta in collaborazione con Anuel AA, mentre nel dicembre 2020 viene pubblicato il singolo Girl like Me in collaborazione con i Black Eyed Peas.
Nel gennaio 2021 cede i diritti delle proprie canzoni al fondo britannico Hipgnosis Songs Fund, per una cifra ignota. Nel luglio 2021 ha pubblicato il singolo Don't Wait Up. Il 17 giugno 2022 è uscito il singolo Don't You Worry, frutto della collaborazione con i Black Eyed Peas e David Guetta.

### 2023-presente:Las mujeres ya no lloran
L'11 gennaio 2023 viene
pubblicato il singolo Shakira: Bzrp Music Sessions Vol. 53 inciso in collaborazione del produttore discografico argentino Bizarrap, con il cui testo la cantante parla della relazione con l'ex compagno Gerard Piqué; a pochi giorni dalla sua uscita, il brano ha infranto il record di Spotify come canzone latina più ascoltata al debutto.
L'album in studio di provenienza, ovvero Las mujeres ya no lloran, è stato pubblicato nel marzo 2024 e premiato col Grammy Award al miglior album pop latino del 2025. Il disco ha infranto diversi record diventando l'album latino più ascoltato al debutto e conquistando 7 dischi di platino nel solo giorno di pubblicazione. Il progetto è stato promosso attraverso numerosi singoli, tra cui il successo con la connazionale Karol G TQG, e un tour musicale negli stadi e nelle arene di America Latina e Nord America nel corso di tutto il 2025.

## Vita privata
Poliglotta, parla correntemente spagnolo, inglese e portoghese, oltre ad avere competenze di base di italiano, arabo e francese.
A gennaio 2011 la cantante ha annunciato sul suo sito web la separazione, avvenuta nell'agosto 2010, da Antonio de la Rúa, figlio dell'ex Presidente dell'Argentina Fernando de la Rúa, suo fidanzato da dieci anni. Successivamente si lega al calciatore Gerard Piqué. La coppia ha avuto due figli, Sasha e Milan, nati rispettivamente nel 2013 e nel 2015. Nel giugno 2022 la coppia si separa a causa di un tradimento da parte di Piqué. A settembre 2022 viene messa sotto indagine dai magistrati spagnoli per evasione fiscale, rischiando così otto anni di carcere e una multa milionaria; ciò si è concretizzato nel novembre 2023 con un pagamento di una multa pari a 7 milioni di euro e di un'addizionale di altri 400 000 (quest'ultima a sostituzione di una pena detentiva di 3 anni di reclusione).

## Filantropia e attivismo
Nel 1997 Shakira ha dato vita alla Barefoot Foundation, un ente di beneficenza colombiano con scuole speciali per i bambini poveri in tutta la Colombia; il progetto è finanziato dalla cantante stessa. Il nome della fondazione è stato preso dal suo terzo album in studio, Pies descalzos, che ha pubblicato nel 1995. L'obiettivo principale della fondazione è l'aiuto attraverso l'istruzione e l'organizzazione ha cinque scuole in tutta la Colombia che forniscono istruzione e pasti a 4 000 bambini.
Nel 2005 fu tra i membri fondatori della Latin America Solidarity Action, un'associazione di artisti e imprenditori che cercano di promuovere politiche pubbliche integrate per la prima infanzia. Nel 2008 è stata nominata presidente onoraria della Global Campaign for Education. Dal 2009 si impegna inoltre in numerose campagne pubblicitarie e online per l'apertura di nuove scuole per l'infanzia.
È l ambasciatrice UNICEF dal 2003, con la quale si è anche impegnata per promuovere il diritto all'istruzione delle bambine in India e in altri paesi dell'Asia. Inoltre, si è esibita all'evento Hope for Haiti Now: A Global Benefit for Earthquake Relief con lo scopo di raccogliere fondi per la popolazione colpita dal terremoto di Haiti del 2010, eseguendo I'll Stand by You dei The Pretenders. Sempre nel 2010, realizza uno spot pubblicitario di Natale per lo spumante Freixenet e i 500 000 dollari ricavati dal contratto di sponsorizzazione sono stati devoluti da Shakira in beneficenza a due scuole, una ad Haiti e l'altra in Colombia; ha motivato tale scelta dicendo che: «l'istruzione è un diritto naturale e la qualità dell'istruzione è il solo modo grazie al quale un bambino può realizzare i suoi sogni».

## Stile

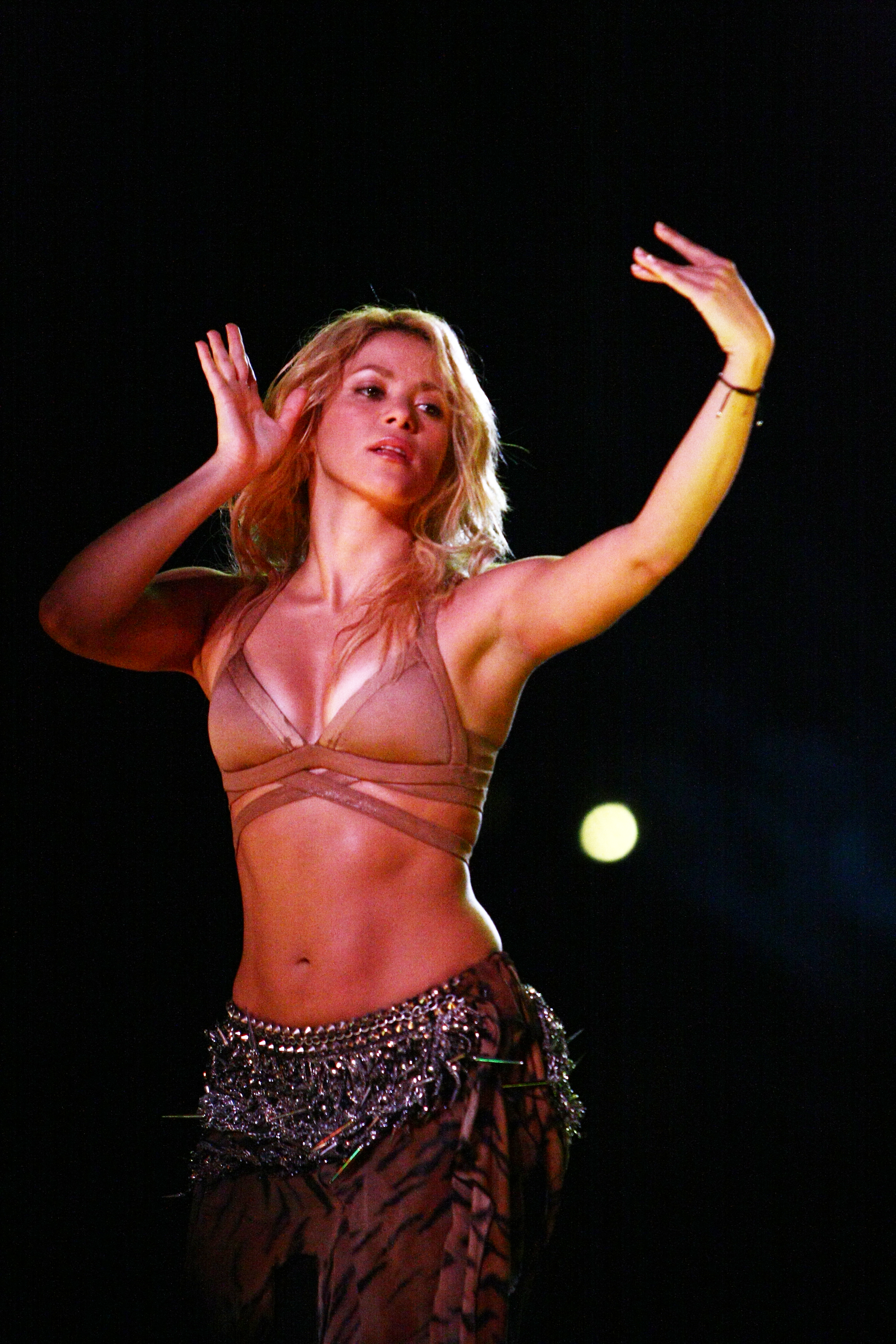
Shakira in concerto a Singapore nel 2011 durante il The Sun Comes Out World Tour

### Sonorità e influenze musicali
(Agustin Gurza del Los Angeles Times)
Nel corso della sua carriera, la cifra stilistica Shakira è stata l'utilizzo un sound musicale efficacemente globalizzato, che secondo Kate Müser di Deutsche Welle è risultato essere «una sana via di fuga [...] in tempi in cui i confini nazionali vengono difesi con forza e le differenze culturali diventano motivo di conflitto». Concretamente, Shakira si è cimentata in vari generi musicali quali il folk, il pop e il rock. I suoi primi dischi in spagnolo, in particolare Pies descalzos e ¿Dónde están los ladrones?, vengono inquadrati nella fase prettamente rock della cantante, caratterizzata dall'uso di capelli di colore nero e in cui la musica folk è stata mescolata con il rock tipicamente latino-americano. Il disco della svolta Laundry Service, invece, e i successivi album sono un concentrato di pop e rock più internazionali.
Per quanto riguarda le influenze musicali, Shakira ha spesso raccontato di essere cresciuta ascoltando molta musica orientale, elemento che ha influenzato soprattutto i suoi primi lavori. In un'intervista concessa alla TV portoghese nel 2005, la cantante si è detta orgogliosa delle sue origini arabe e che molti dei suoi passi di danza appartengono alla musica araba. La più grande ispirazione avuta dal retaggio arabo è stata il successo di fama mondiale Ojos así. Inoltre, il fortunato singolo Hips Don't Lie, nella performance agli MTV Video Music Awards 2006 a New York, presenta sonorità ed elementi estetici tipici della musica indiana.
Dichiarata simpatizzante del genere rock, quando era bambina Shakira ascoltava soprattutto i Led Zeppelin, i Beatles, i Nirvana, i Police e gli U2. Ha affermato che John Lennon ha avuto su di lei la più grande influenza, nonostante i Rolling Stones, gli AC/DC, gli The Who, i The Pretenders, i Red Hot Chili Peppers, i The Cure, Tom Petty, i Depeche Mode, i The Clash, i Ramones abbiano tutti influito nel modo di interpretare molte delle sue canzoni. In un'intervista ad Elenco, ha detto che, secondo lei, canzoni perfette sono Imagine di John Lennon e No Woman, No Cry di Bob Marley. Ha inoltre proposto varie reinterpretazioni di brani degli AC/DC e Aerosmith, da Back in Black a Dude (Looks Like a Lady) inserite nella scaletta del Tour of the Mo goose. Ha inoltre eseguito Always on My Mind di Elvis Presley durante il programma VH1 Divas Live. Durante il The Sun Comes Out Tour ha offerto una reinterpretazione in chiave folk di Nothing Else Matters, brano originariamente composto dai Metallica.
La sua musica risente anche delle influenze provenienti dalla musica andina e dal folk latino-americano, usandone gli strumenti in Whenever, Wherever e nella più seria e lenta Despedida, definendola «canzone dei [suoi] sogni».

### Voce, scrittura e produzione
Shakira è riconosciuta per la sua voce versatile, definita come «unica e ipnotizzante». Dispone di un registro vocale da contralto ed ha fatto dello jodel un suo «tratto distintivo». Ted Kessler do The Observer ritiene che disponga dell'«estensione di una diva dell'opera».
Shakira ha sempre scritto e prodotto da sé la propria musica.
Shakira ha scritto tutte le canzoni che ha cantato con alcune eccezioni: Hips Don't Lie con Wyclef Jean, nonostante la cantante sia stata inserita tra i crediti per i versi che ha composto, era in buona parte ripresa da un vecchio successo di Wycleaf, Dance Like This; la versione anglofona di Ojos así, ovvero Eyes Like Yours, fu tradotta da Gloria Estefan; Loca, successo del 2010, è una cover di un precedente brano del rapper dominicano El Cata, così come Rabiosa, messa in commercio un anno dopo.

## Discografia

### Album in studio
- 1991 – Magia
- 1993 – Peligro
- 1995 – Pies descalzos
- 1998 – ¿Dónde están los ladrones?
- 2001 – Laundry Service
- 2005 – Fijación oral vol. 1
- 2005 – Oral Fixation Vol. 2
- 2009 – She Wolf
- 2010 – Sale el sol
- 2014 – Shakira
- 2017 – El Dorado
- 2024 – Las mujeres ya no lloran

### Album dal vivo
- 2000 – MTV Unplugged
- 2004 – Live & Off the Record
- 2007 – Oral Fixation Tour
- 2011 – Shakira: Live from Paris
- 2019 – Shakira in Concert: El Dorado World Tour

## Tournée
- 1996/97 – Tour pies descalzos
- 2000 – Tour Anfibio
- 2002/03 – Tour of the Mongoose
- 2006/07 – Oral Fixation Tour
- 2010/11 – The Sun Comes Out World Tour
- 2018 – El Dorado World Tour
- 2025 – Las mujeres ya no lloran World Tour

## Filmografia

### Cinema
- Shakira: The Documentary Film (2002)
- Pies Descalzos Foundation (2007)
- Hagamos que salga el sol (2011)
- A Day with Shakira (2011)
- Jennifer Lopez: Halftime, regia di Amanda Micheli (2022)

### Televisione
- El Oasis – serie TV (1994-1995)
- Taina – serie TV (2002)
- Ugly Betty – serie TV (2009)
- I maghi di Waverly (Wizards of Waverly Place) – serie TV (2010)
- The Voice – programma TV; coach (2013-2014)
- Dancing With Myself – programma TV; giudice (2022)

### Doppiatrice
- Dora l'esploratrice (Dora the Explorer) – serie animata (2011)
- Zootropolis, regia di Byron Howard e Rich Moore (2016)
- Zootropolis+ – serie animata (2022)

## Doppiatrici italiane
- Ilaria Latini ne I maghi di Waverly

Da doppiatrice è sostituita da:
- Ilaria Stagni in Zootropolis, Zootropolis+

## Premi e riconoscimenti
- ALMA Award
  - 2002 - Miglior album per Laundry Service
  - 2002 - Miglior artista musicale femminile
  - 2006 - Miglior artista musicale femminile
  - 2006 - Miglior album in lingua spagnola per Fijación oral vol. 1
  - 2008 - Premio umanitario
- American Music Awards
  - 2006 - Miglior artista latino
  - 2010 - Miglior artista latino
  - 2012 - Miglior artista latino
- Billboard Music Awards
  - 2005 - Miglior canzone latina per La tortura
  - 2005 - Miglior album pop-latino per Fijación oral vol. 1
  - 2005 - Miglior artista latino
  - 2011 - Miglior artista latino
  - 2011 - Miglior canzone latina per Waka Waka (This Time for Africa)
  - 2012 - Miglior artista latino
- Echo
  - 2003 - Miglior artista femminile pop rock internazionale
- Grammy Awards
  - 2001 – Miglior album pop latino per MTV Unplugged
  - 2006 – Miglior album rock latino, urban o di musica alternativa per Fijación oral vol. 1
  - 2018 – Miglior album pop latino per El Dorado[124]
  - 2025 – Miglior album pop latino per Las mujeres ya no lloran[88]
- International Viewer's Choice Award
  - 2000 - MTV Latin America
  - 2002 - MTV Latin America
- Latin Grammy Awards
  - 2000 - Miglior album pop femminile
  - 2002 - Best Short Form Music Video per Suerte
  - 2006 - Registrazione dell'anno per La tortura
  - 2006 - Canzone dell'anno per La tortura
  - 2006 - Miglior album per Fijación oral vol. 1
  - 2006 - Miglior album femminile per Fijación oral vol. 1
  - 2011 - Miglior album per Sale el sol
- Latin Recording Academy
  - 2011 - Personaggio dell'anno
- MTV Europe Music Award
  - 2005 - Miglior artista femminile
- MTV Video Music Awards
  - 2006 - Miglior coreografia per Hips Don't Lie con Wyclef Jean
  - 2007 - Miglior collaborazione per Beautiful Liar con Beyoncé
  - 2023 - Miglior collaborazione per TQG con Karol G
  - 2023 - Premio alla carriera (Michael Jackson Video Vanguard Award)
- People's Choice Awards
  - 2007 - Miglior canzone pop per Hips Don't Lie con Wyclef Jean
- Radio Disney Music Award
  - 2014 - Premio speciale Hero
- Teen Choice Awards
  - 2010 - Miglior attivista
  - 2014 - Miglior personalità televisiva femminile per The Voice
- World Music Award
  - 1998 - Artista femminile latina con più vendite al mondo
  - 2003 - Artista femminile latina con più vendite al mondo
  - 2006 - Artista femminile latina con più vendite al mondo
  - 2010 - Artista femminile latina con più vendite al mondo
  - 2014 - Artista femminile latina con più vendite al mondo